# عبد الحميد طقش
عبد الحميد محمد عبد الحميد طَقَّش (1929 - 1995) شاعر ومعلم وسياسي فلسطيني. ولد في إسدود. لم يتابع دراسته فنشأ عصاميًا. عمل معلمًا مدّة أربعين عامًا. شارك في النضال السياسي الوطني أودت بذراعه اليمنى على يد قوات الإسرائيلي. له عدة دواوين شعرية منشورة ومخطوطة. توفي في خان يونس.

## سيرته
ولد عبد الحميد محمد عبد الحميد طَقَّش سنة 1347 هـ/ 1929 في إسدود بفلسطين الانتدابية ونشأ بها. واصل تعلميه حتى الصف الثامن، وتوقف عن الدراسة بعد ذلك. فثقف نفسه ودرس عصاميًا.

عمل معلمًا للشعر والعروض مدة أربعين عامًا ثم تقاعد. كان عضوًا في اتحاد الكتاب الفلسطينيين، وبدأ ينظم الشعر منذ صغره وهو في الصف السابع. وقد حصل على أول جائزة عام 1944 في أسدود. 

هجر قريته إلى غزة ثم خان يونس حيث قطعت قوات الإسرائيلية ذراعه اليمنى. وجاء في معجم العشائر الفلسطينية حول هذا «في يوم 3/11/1956م اقتحم اليهود بيت الأستاذ عبد الحميد طقش - المدرس في مدرسة خان يونس -وأطلقوا النار على من في البيت، فقتلوا أخاه عبد الله وعمره 25 سنة، وأصابوا عبد الحميد في ذراعه اليمنى، وبقي دون علاج مدة ثلاثين ساعة، مما تسبب في تسمم جرح الذراع وبترها.»
دخل السياسة وكان عضوًا في المجلس الوطني الفلسطيني منذ الستينات في دورته الأولى، ومثل منظمة التحرير الفلسطينية في الكثير من المحافل والمؤتمرات العربية والدولية. انتخب رئيساً للجنة الثقافية في جمعية الهلال الأحمر عام 1977، وكان عضو الملتقى الفكري والعربي في القدس منذ عام 1984، وهو أحد مؤسسي اتحاد الكتاب الفلسطينيين، وعضو هيئة إدارية لأكثر من دورة في الاتحاد.
توفي عبد الحميد طقش سنة 1995 م/ 1415 هـ في خان يونس. ودفن بها.

## مؤلفاته
من دواوينه الشعرية:
- «درب الصعلوك»، 1986
- «بدأت الحدوتة، ألوان شعرية في اطار روائي» 1989
- «بعث عروة»، 1990
- «جذور وأجنة»، مخطوط
- «أطلقت موّالي»، مخطوط